# Badenheim
Badenheim là một Ortsgemeinde – một xã thuộc một Verbandsgemeinde, một dạng xã tập thể chỉ có ở Rheinland-Pfalz – huyện Mainz-Bingen trong bang Rheinland-Pfalz, phía tây nước Đức. Xã Badenheim có diện tích 4,33 km², dân số thời điểm ngày 31 tháng 12 năm 2006 là 564 người.
Xã Badheim nằm ở phía tây Bundesstraße 50 tại ngoại vi tây bắc đồi Rhenish Hesse, khoảng 10 km về phía đông của thị xã Bad Kreuznach.